# Génération boomerang
La génération boomerang est une expression notamment utilisée au XXIe siècle pour désigner collectivement les jeunes adultes qui, après une période d'autonomie (notamment durant leurs études supérieures) se retrouvent contraints de retourner chez leurs parents,.
Les raisons avancées à cette recohabitation parentale sont principalement économiques : chômage des jeunes important, coût élevé de l'immobilier, précarité, remboursement de prêts étudiants… Elles ne relèvent pas toujours de la contrainte matérielle mais peuvent être un choix stratégique (épargne pour accéder à la propriété, recherche d'un meilleur emploi…).
En anglais, l'expression boomerang kids (enfants boomerang) est aussi employée,.

## Historique du concept
La sociologue canadienne Barbara Mitchell crée le concept des enfants boomerang en 2005, après avoir constaté que 40% des jeunes américains revenaient chez leurs parents.
En 2009, la BBC publiait un article sur les étudiants contraints de retourner chez leurs parents à la suite des conséquences de la crise économique de 2008.
Le phénomène fait l'objet d'un documentaire canadien en 2011.
Un dossier de la DREES intitulé "Vivre chez ses parents ou chez une autre personne à l’âge adulte" est publié en Juin 2020. Ce rapport estime à 920 000 le nombre de jeunes adultes revenus chez leurs parents en France. Ces boomerangs représentent 1 adulte sur 5 vivant chez leurs parents.

## Analyse en France
En France en 2024, 50 % des enfants qui reviennent chez leurs parents ont moins de 40 ans, et y restent en moyenne moins de huit mois.